# Tahina Randria
Tahina Randriamananantoandro (Antananarivo, 13 april 1980) is een voetballer uit Madagaskar met tevens de Franse nationaliteit.
Op z'n dertiende kwam hij bij RC Lens. In het seizoen 2000/2001 maakte Randria zijn debuut in de hoofdmacht van RC Lens op 21-jarige leeftijd. Als invaller mocht hij op 4 mei 2001 als invaller 24 minuten meespelen in de wedstrijd tegen ES Troyes AC in de Ligue 1.
Vanaf het seizoen 2001/2002 speelde Randriamananantoandro bij LB Châteauroux, toentertijd spelend in de Ligue 2. In zijn eerste seizoen speelde hij in vier wedstrijden en verder vooral in het tweede team.
In de zomer van 2003 vertrok naar het in het Championnat National (derde Franse niveau) spelende Gazélec FCO Ajaccio. De club stelde in dat seizoen teleur en degradeerde naar de amateurdivisies in Frankrijk. Randria scoorde in dit seizoen wel een doelpunt in de wedstrijd tegen Valenciennes FC en kwam in totaal tot zeven wedstrijden. Hij verliet de club in 2005.